# میو یوکی
میو یوکی (انگلیسی: Mio Yūki; ۵ آوریل ۱۹۹۹ – ) بازیگر، شخصیت‌های تلویزیونی در ژاپن، و مدل (شخص) اهل ژاپن بود.
از فیلم‌ها یا برنامه‌های تلویزیونی که وی در آن نقش داشته‌است می‌توان به دفتر مرگ، کلاس آدمکشی اشاره کرد.